# Patti Scialfa
Vivienne Patricia "Patti" Scialfa (leído como /skalfah/) (Deal, Nueva Jersey, 29 de julio de 1953) es una cantante, guitarrista y compositora estadounidense de música pop-rock. 
Aunque desarrolla también su carrera como solista, es especialmente conocida por ser uno de los miembros de la E Street Band, grupo que ha acompañado frecuentemente a Bruce Springsteen, con quien está casada desde 1991 y con el cual tiene tres hijos.

## Biografía
Hija de Joseph Scialfa (con antepasados sicilianos) y Patricia Scialfa (nacida Morris, con antepasados escoceses-irlandeses), su padre fue un exitoso emprendedor, que comenzó con un sencillo almacén de televisores y terminó siendo promotor inmobiliario. 
Scialfa escribía canciones desde pequeña y, tras terminar el instituto, su primer trabajo profesional fue como vocalista de apoyo de grupos locales de Nueva Jersey. 
En 1994, afirmó en una entrevista para Lear's Magazine que siempre había tenido claro que el poco talento del que disponía estaría vinculado a la música y que sus estudios habían sido una forma de fomentar sus ambiciones como intérprete y de satisfacer las expectativas de sus padres. 
Se licenció en música por la Universidad de Nueva York, tras pasar por el reconocido conservatorio de jazz de la Frost School of Music en la Universidad de Miami.
Durante su estancia en la facultad, Scialfa envió material original a otros artistas con la esperanza de que fuese grabado. Sin embargo, ninguna de sus canciones fueron grabadas y tras su graduación, Scialfa trabajó como músico callejero y camarera en Greenwich Village. 
Junto con Soozie Tyrell y Lisa Lowell, formó un grupo callejero conocido como «Trickster». Durante años, luchó por hacerse un camino como compositora y en la industria musical de Nueva York y Nueva Jersey. Tocó también «Kenny’s Castaway» en Greenwich Village, así como en The Stone Pony de Asbury Park, donde formó parte del grupo del lugar, «Cats on a Smooth Surface». Estos pequeños trabajos la dieron a conocer y la llevaron también a grabar con Southside Johnny y David Johansen.
En 1984, Scialfa se unió a la E Street Band, unos días antes del concierto inaugural del «Born in the U.S.A. Tour». Antes de esto, tras presentar unas maquetas, había firmado un contrato con Columbia Records.
En 1986, participó en el disco de los Rolling Stones Dirty Work, cantando como apoyo en «One Hit (To the Body)» y en otros temas. Trabajó también con Keith Richards en el que fue el primer larga duración como solista de este, Talk is Cheap. 
En 2013 ha tomado parte en el disco de Elliott Murphy, It Takes A Worried Man, interpretando el tema "I Am Empty".
Scialfa ha grabado tres discos como solista: en 1993, Rumble Doll; en 2004, 23rd Street Lullaby, y en 2007, Play It As It Lays.